# Louis Déprez
Louis Déprez (Lières, 6 de gener de 1921 - Lillers, 27 de juliol de 1999) va ser un ciclista francès que fou professional entre 1946 i 1960. Durant la seva carrera professional aconseguí més de 50 victòries, sent la més destacada la victòria en la primera edició dels Quatre dies de Dunkerque, el 1955.

## Palmarès
- 1945
  - 1r a la París-Arras
- 1946
  - 1r a la Lilla-Maubeuge
  - 1r a la Tourcoing-Dunkerque-Roubaix
- 1947
  - Vencedor d'una etapa del Tour de la Manche
- 1948
  - 1r a la Tourcoing-Dunkerque-Roubaix
- 1949
  - 1r a la París-Valenciennes
  - 1r al GP du Pneumatique
- 1951
  - 1r del Tour de la Manche i vencedor d'una etapa
  - Vencedor d'una etapa de la Volta al Marroc
- 1952
  - 1r del Tour de la Manche
  - Vencedor d'una etapa de la Volta al Marroc
- 1953
  - Vencedor d'una etapa Circuit de les Ardenes
- 1954
  - 1r del Circuit de les Ardenes i vencedor d'una etapa
  - Vencedor d'una etapa del Tour de Champagne
  - Vencedor de 2 etapes del Tour del Nord
- 1955
  - 1r dels Quatre dies de Dunkerque i vencedor d'una etapa
  - Vencedor d'una etapa del Tour de Picardia
- 1956
  - Vencedor d'una etapa dels Quatre dies de Dunkerque
- 1959
  - Vencedor d'una etapa Circuit de les Ardenes

## Resultats al Tour de França
- 1947. 35è de la classificació general
- 1948. Abandona (8a etapa)
- 1949. 30è de la classificació general
- 1950. Abandona (9a etapa)
- 1951. 37è de la classificació general